# 雲端運算

云计算的比喻：对于一名用户，由提供者提供的服务所代表的网络元素都是看不见的，仿佛被云掩盖

雲端運算，也被意译为网络计算，是一種基于網際網路的计算方式，通过这种方式，共享的软硬件资源和信息可以按需求提供给计算机各种终端和其他设备，使用服務商提供的電腦基建作運算和資源。

## 沿革
雲端運算是继1980年代大型计算机到客户端-服务器的大转变之后的又一种巨变。用户不再需要了解“云”中基础设施的细节，不必具有相应的专业知识，也无需直接进行控制。云计算描述了一种基于互联网的新的IT服务增加、使用和交付模式，通常涉及通过互联网来提供动态易扩展而且经常是虚拟化的资源。
在「軟體即服務（SaaS）」的服務模式當中，使用者能夠存取服務軟體及資料。服務提供者則維護基礎設施及平台以維持服務正常運作。SaaS常被稱爲「隨選軟體」，並且通常是基於使用時數來收費，有時也會有採用訂閱制的服務。
推廣者認爲，SaaS使得企業能夠藉由外包硬體、軟體維護及支援服務給服務提供者來降低IT營運費用。另外，由於應用程式是集中供應的，更新可以即時的發佈，無需使用者手動更新或是安裝新的軟體。SaaS的缺陷在於使用者的資料是存放在服務提供者的伺服器之上，使得服務提供者有能力對這些資料進行未經授權的存取。
使用者透過瀏覽器、桌面應用程式或是行動應用程式來存取雲端的服務。推廣者認爲雲端運算使得企業能夠更迅速的部署應用程式，並降低管理的複雜度及維護成本，及允許IT資源的迅速重新分配以因應企業需求的快速改變。
雲端運算依賴資源的共享以達成規模經濟，類似基礎設施（如電力網）。服務提供者整合大量的資源供多個用戶使用，用戶可以輕易的請求（租借）更多資源，並隨時調整使用量，將不需要的資源釋放回整個架構，因此用戶不需要因爲短暫尖峰的需求就購買大量的資源，僅需提升租借量，需求降低時便退租。服務提供者得以將目前無人租用的資源重新租給其他用戶，甚至依照整體的需求量調整租金。

## 基本特征
互联网上汇聚的计算资源、存储资源、数据资源和应用资源正随着互联网规模的扩大而不断增加，互联网正在从传统意义的通信平台转化为泛在、智能的计算平台。与计算机系统这样的传统计算平台比较，互联网上还没有形成类似计算机操作系统的服务环境，以支持互联网资源的有效管理和综合利用。在传统计算机中已成熟的操作系统技术，已不再能适用于互联网环境，其根本原因在于：互联网资源的自主控制、自治对等、异构多尺度等基本特性，与传统计算机系统的资源特性存在本质上的不同。为了适应互联网资源的基本特性，形成承接互联网资源和互联网应用的一体化服务环境，面向互联网计算的虚拟计算环境（Internet-based Virtual Computing Environment，iVCE）的研究工作，使用户能够方便、有效地共享和利用开放网络上的资源。

雲端種類

互联网上的云计算服务特征和自然界的、水循环具有一定的相似性，因此，云是一个相当贴切的比喻。根据美国國家標準暨技術研究院的定义，云计算服务应该具备以下几条特征：
- 隨需應變自助服務。
- 隨時隨地用任何網路裝置存取。
- 多人共享資源池。
- 快速重新部署靈活度。
- 可被監控與量測的服務。

一般认为还有如下特征：
- 基于虚拟化技术快速部署资源或获得服务。
- 减少用户终端的处理负担。
- 降低了用户对于IT专业知识的依赖。

## 發展历史

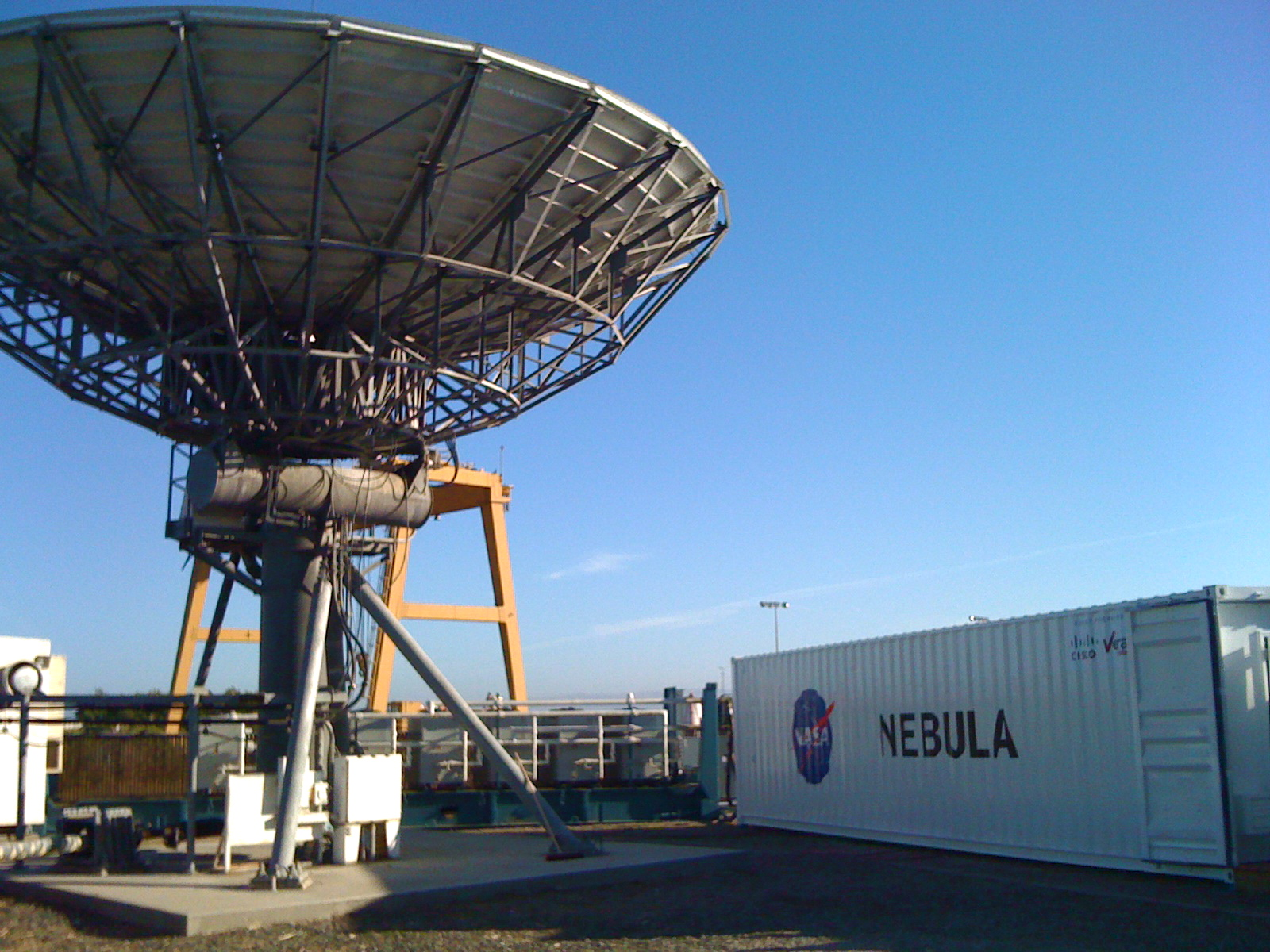
美國太空總署的OpenStack/Nebula運算平台。

## 核心特性

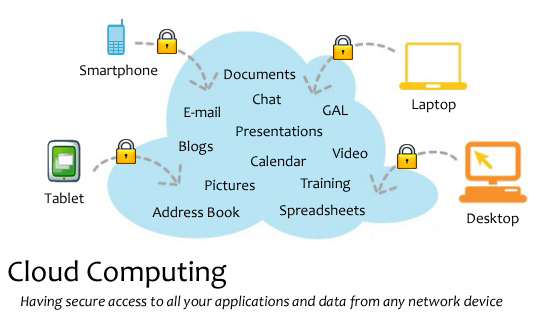
雲端運算圖解